# Вільне (Кам'янець-Подільський район)
Ві́льне — село в Україні, у Кам'янець-Подільському районі Хмельницької області. Входить до складу Жванецької сільської громади.

## Географія
Подільське село Вільне розташоване в південно-західній частині України біля річки Потік Кізя, за 16 кілометрів автодорогами від Кам'янця-Подільського.

## Історія
Село засноване у 1846 році.
Внаслідок поразки Перших визвольних змагань на початку XX століття, село надовго окуповане російсько-більшовицькими загарбниками.
Радянська окупація принесла колективізацію та розкуркулення, селяни зазнали репресій.
В 1926 році внаслідок переселення людей з іншої місцевості оновлюється як висілок.
В 1932–1933 селяни села пережили сталінський голодомор.
Поселення на хвилі піднесення й загальної ейфорії в 1946 році отримало нову назву - Вільний, а точніше Висілок Вільний. У 1960 році населений пункт знову перейменовують, тепер уже без висілка, просто - село Вільне.
З 24 серпня 1991 року село входить до складу незалежної України.
8 вересня 2017 року шляхом об'єднання сільських рад, село увійшло до складу Жванецької сільської громади, до цього органом місцевого самоврядування була Слобідсько-Рихтівська сільська рада.

## Населення
Населення становило 187 осіб за переписом 2001 року.
Станом на 2018 рік в селі мешкало 136 осіб.

## Охорона природи
Село лежить у межах національного природного парку «Подільські Товтри».

## Галерея

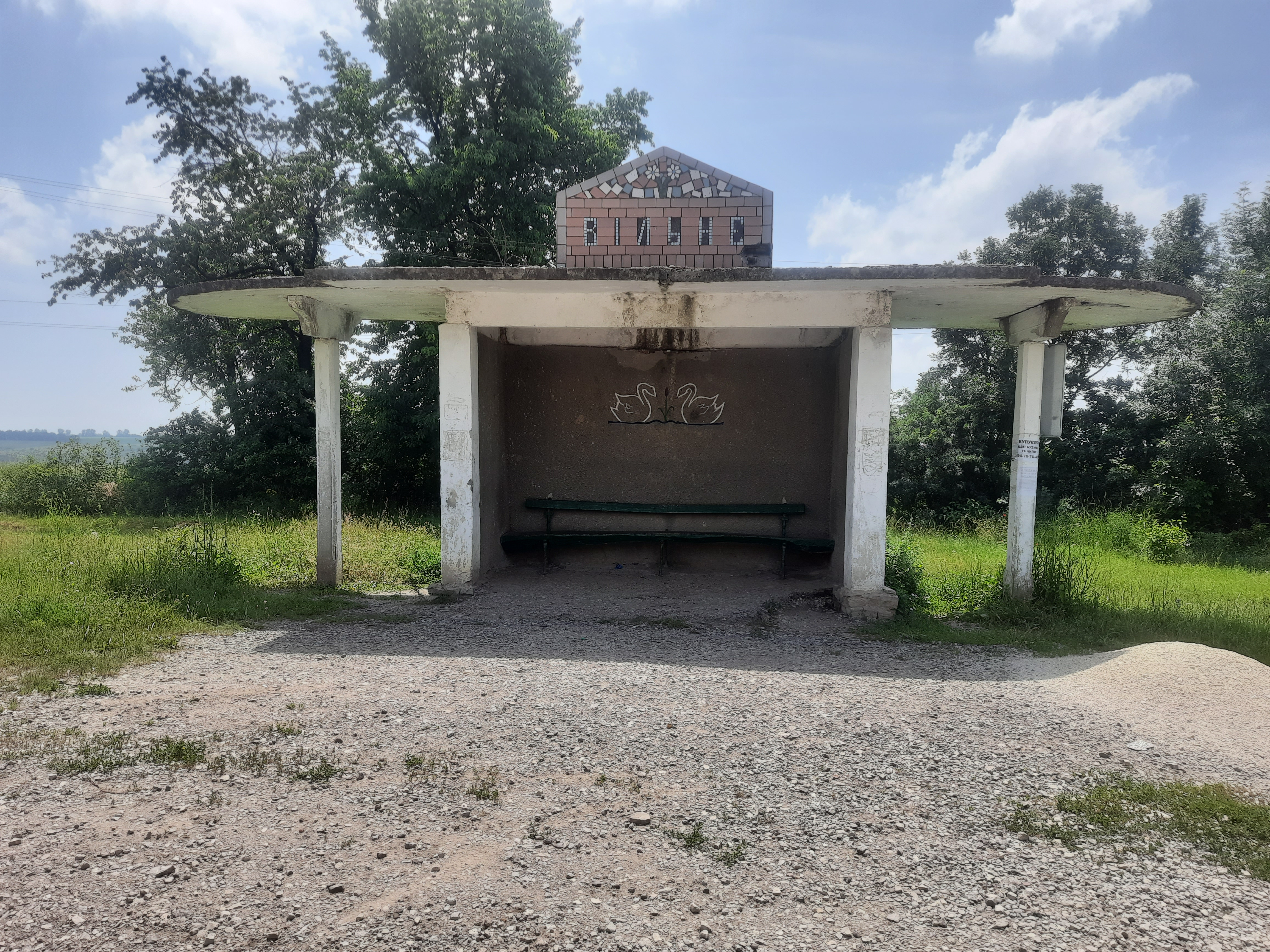
Автобусна зупинка
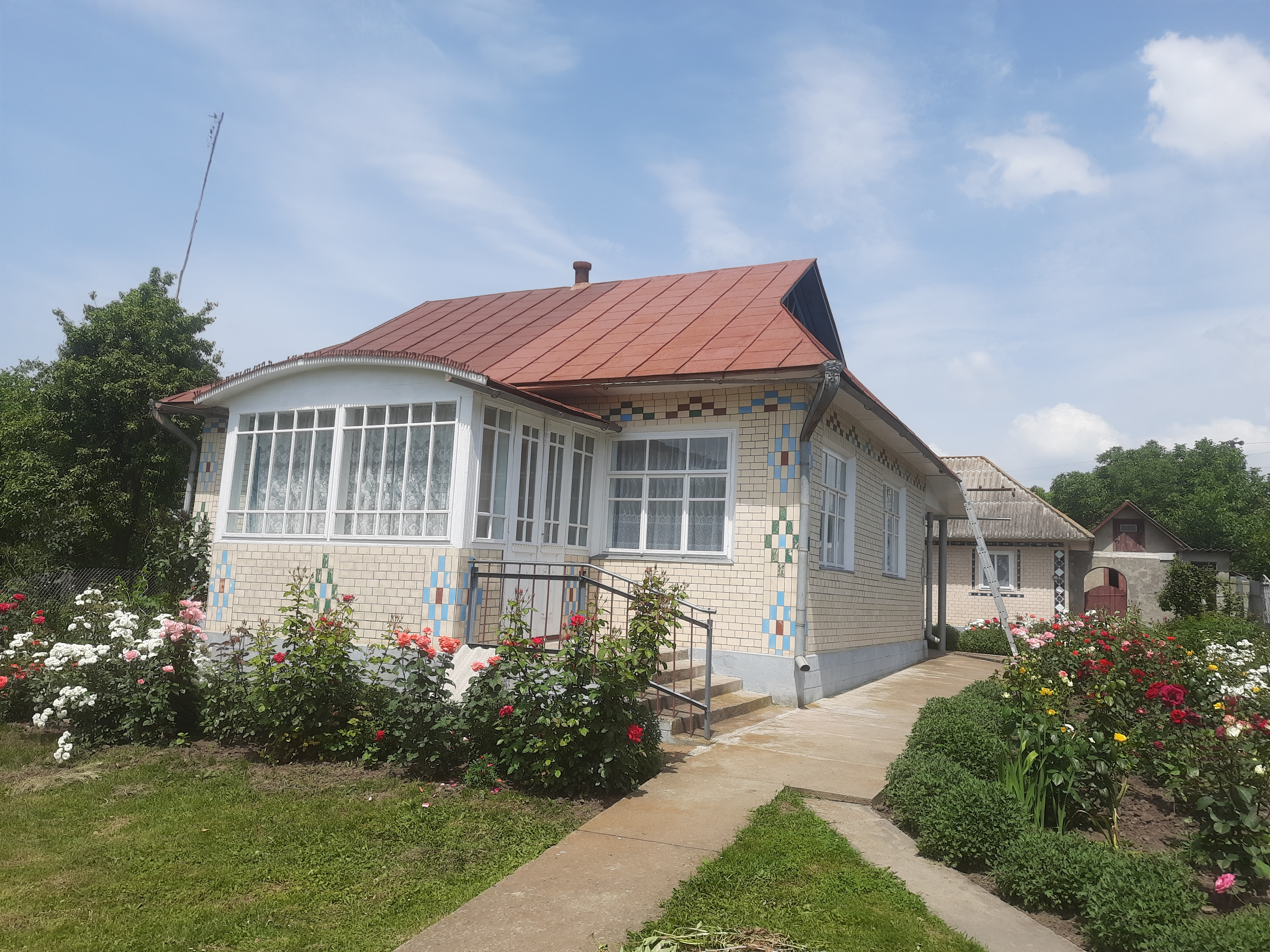
Сільська хата
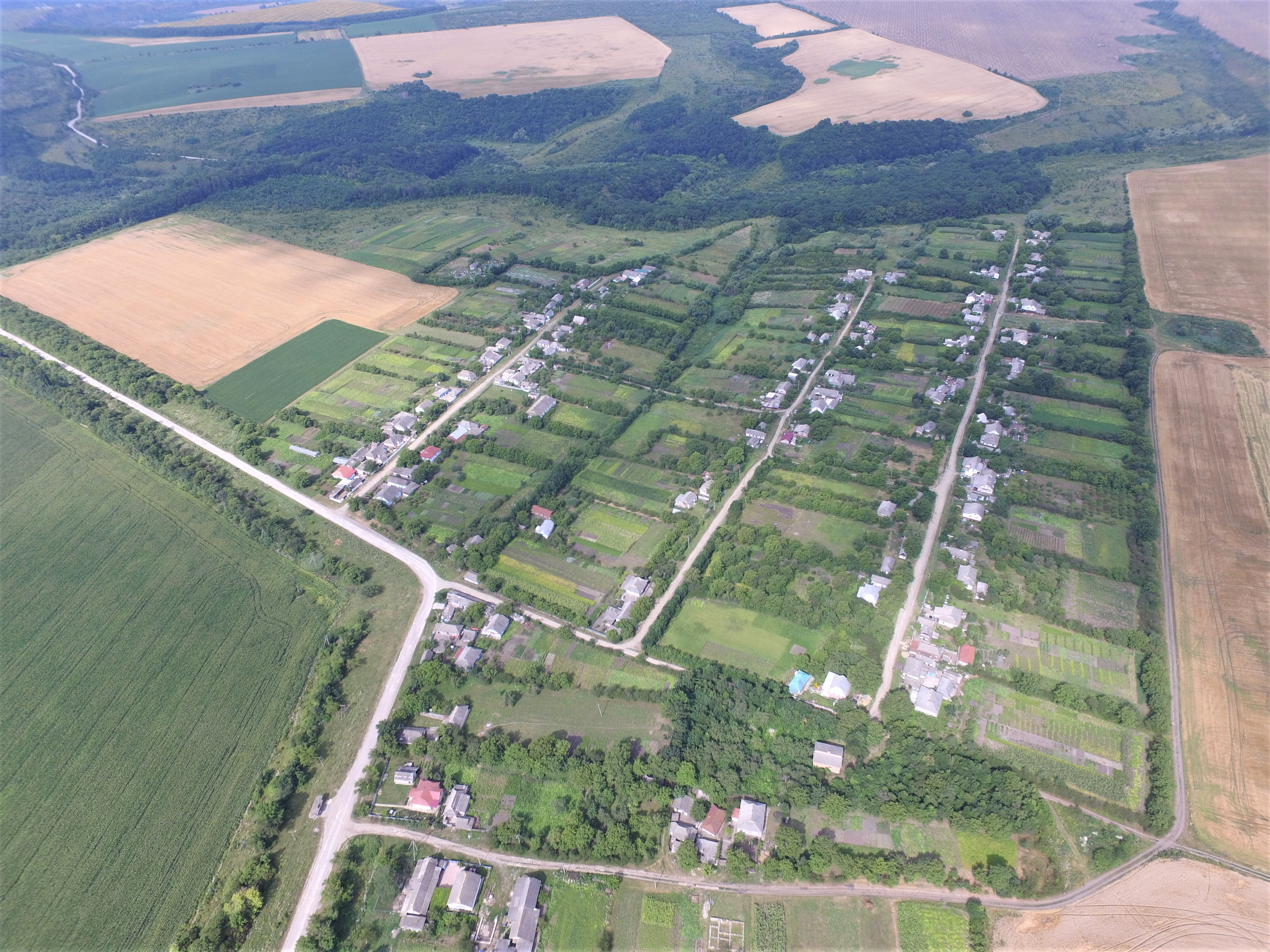
Аерофото села Вільне